# دوست دارم بجنبانمش
«دوست دارم بجنبانمش» (به انگلیسی: I Like to Move It) ترانه‌ای از پروژه انفرادی آمریکایی Reel 2 Real (اریک موریلو) است که دارای آوازهای راگا توسط رپر ترینیداد و توباگو، بدلکار دیوانه (مارک کوشی) است. در سال ۱۹۹۳ به عنوان دومین تک آهنگ از اولین آلبوم آنها، Move It! (۱۹۹۴)، در سال ۱۹۹۴ در جدول ۱۰۰ بیلبورد داغ ایالات متحده ظاهر شد و در رتبه ۸۹ قرار گرفت و در همان سال به رتبه پنجم جدول تک آهنگ‌های بریتانیا رسید. این ترانه در بلژیک، فرانسه، هلند و زیمبابوه موفق شد. همچنین در جدول ترانه‌های باشگاه رقص بیلبورد به رتبه هشتم رسید. در دومین جایزه بین‌المللی رقص در سال ۱۹۹۵، جایزه‌ای را در بخش بهترین آهنگ سال به دست آورد.

## موزیک ویدیو
موزیک ویدیوی همراه «دوست دارم بجنبانمش» را کریگ کی مک کال کارگردانی کرد. این ویدیو در شهر نیویورک، در مکان‌های فیلمبرداری قابل‌توجهی از جمله میدان تایمز و فلت‌بوش فیلمبرداری شد. این ویدئو در ام‌تی‌وی اروپا پخش دوره‌ای موسیقی دریافت کرد و در VIVA آلمان در فهرست A قرار گرفت.

## تاریخچه انتشار
| منطقه    | تاریخ          | قالب (های) | برچسب‌ها) | Ref. |
| -------- | -------------- | ---------- | -------- | ---- |
| اروپا    | ۱۹۹۳           | سی دی      |          |      |
| انگلستان | ۳۱ ژانویه ۱۹۹۴ |            | [ ۵ ]    |      |
| انگلستان | ۷ فوریه ۱۹۹۴   |            | [ ۶ ]    |      |